# Дента (комуна)
Дента (рум. Denta) — комуна у повіті Тіміш в Румунії. До складу комуни входять такі села (дані про населення за 2002 рік):
- Брештя (535 осіб)
- Дента (2253 особи)
- Ровініца-Маре (390 осіб)
- Ровініца-Міке (9 осіб)

Комуна розташована на відстані 395 км на захід від Бухареста, 45 км на південь від Тімішоари.

## Населення
За даними перепису населення 2002 року у комуні проживали 3187 осіб.
Національний склад населення комуни:
| Національність | Кількість осіб | Відсоток |
| -------------- | -------------- | -------- |
| румуни         | 1940           | 60,9%    |
| болгари        | 605            | 19,0%    |
| угорці         | 314            | 9,9%     |
| серби          | 172            | 5,4%     |
| цигани         | 83             | 2,6%     |
| українці       | 45             | 1,4%     |
| німці          | 25             | 0,8%     |
| словаки        | 2              | 0,1%     |
| поляки         | 1              | < 0,1%   |

Рідною мовою назвали:
| Мова       | Кількість осіб | Відсоток |
| ---------- | -------------- | -------- |
| румунська  | 2020           | 63,4%    |
| болгарська | 581            | 18,2%    |
| угорська   | 293            | 9,2%     |
| сербська   | 152            | 4,8%     |
| циганська  | 80             | 2,5%     |
| українська | 39             | 1,2%     |
| німецька   | 19             | 0,6%     |
| словацька  | 2              | 0,1%     |
| польська   | 1              | < 0,1%   |

Склад населення комуни за віросповіданням:
| Релігія        | Кількість осіб | Відсоток |
| -------------- | -------------- | -------- |
| православні    | 2029           | 63,7%    |
| римо-католики  | 1011           | 31,7%    |
| п'ятдесятники  | 88             | 2,8%     |
| баптисти       | 42             | 1,3%     |
| не релігійні   | 6              | 0,2%     |
| реформати      | 3              | 0,1%     |
| адвентисти     | 3              | 0,1%     |
| греко-католики | 1              | < 0,1%   |
| бретрени       | 1              | < 0,1%   |